# Perlomyia secunda
Perlomyia secunda is een steenvlieg uit de familie naaldsteenvliegen (Leuctridae). De wetenschappelijke naam van de soort is voor het eerst geldig gepubliceerd in 1955 door Zapekina-Dulkeit.